# Colección Arqueológica y Etnológica de Napi
La Colección Arqueológica y Etnológica de Napi es una colección o museo de la localidad de Napi de la isla de Lesbos, en Grecia. Se encuentra albergada en la planta baja de un edificio construido en 1926 que tenía función de escuela. Su inauguración tuvo lugar en 2001.
La parte arqueológica de la exposición contiene cinco destacados capiteles eolios que pertenecen a la época arcaica, así como algunas basas y secciones de columnas. Estos elementos arquitectónicos proceden del templo de Apolo de Klopedi.
La sección etnológica comprende utensilios de cocina, trajes tradicionales, herramientas agrícolas, muebles y ornamentos, entre otros objetos tradicionales de uso cotidiano.
También hay una pintura de Teófilos Kefalas de un paisaje.